# یواس‌اس کراملین (اف‌اف‌جی-۳۷)
یواس‌اس کراملین (اف‌اف‌جی-۳۷) (به انگلیسی: USS Crommelin (FFG-37)) یک کشتی است که طول آن ۴۵۳ فوت (۱۳۸ متر), در کل می‌باشد. این کشتی در سال ۱۹۸۱ ساخته شد.